# SX Corvi
SX Corvi (HD 110139) är en dubbelstjärna i mellersta delen av stjärnbilden Korpen. Den har en högsta skenbar magnitud av ca 8,99 och kräver ett teleskop för att kunna observeras. Baserat på parallaxmätning inom Hipparcosuppdraget på ca 10,9 mas, beräknas den befinna sig på ett avstånd på ca 300 ljusår (ca 91 parsek) från solen. Den rör sig bort från solen med en heliocentrisk radialhastighet på ca 9 km/s.

## Egenskaper
Primärstjärnan SX Corvi A är en gul till vit stjärna i huvudserien av spektralklass F7 V. Den har en massa som är ca 1,3 solmassa, en radie som är ca 1,2 solradie och har ca 1,73 gånger solens utstrålning av energi från dess fotosfär vid en effektiv temperatur av ca 6 000 K.

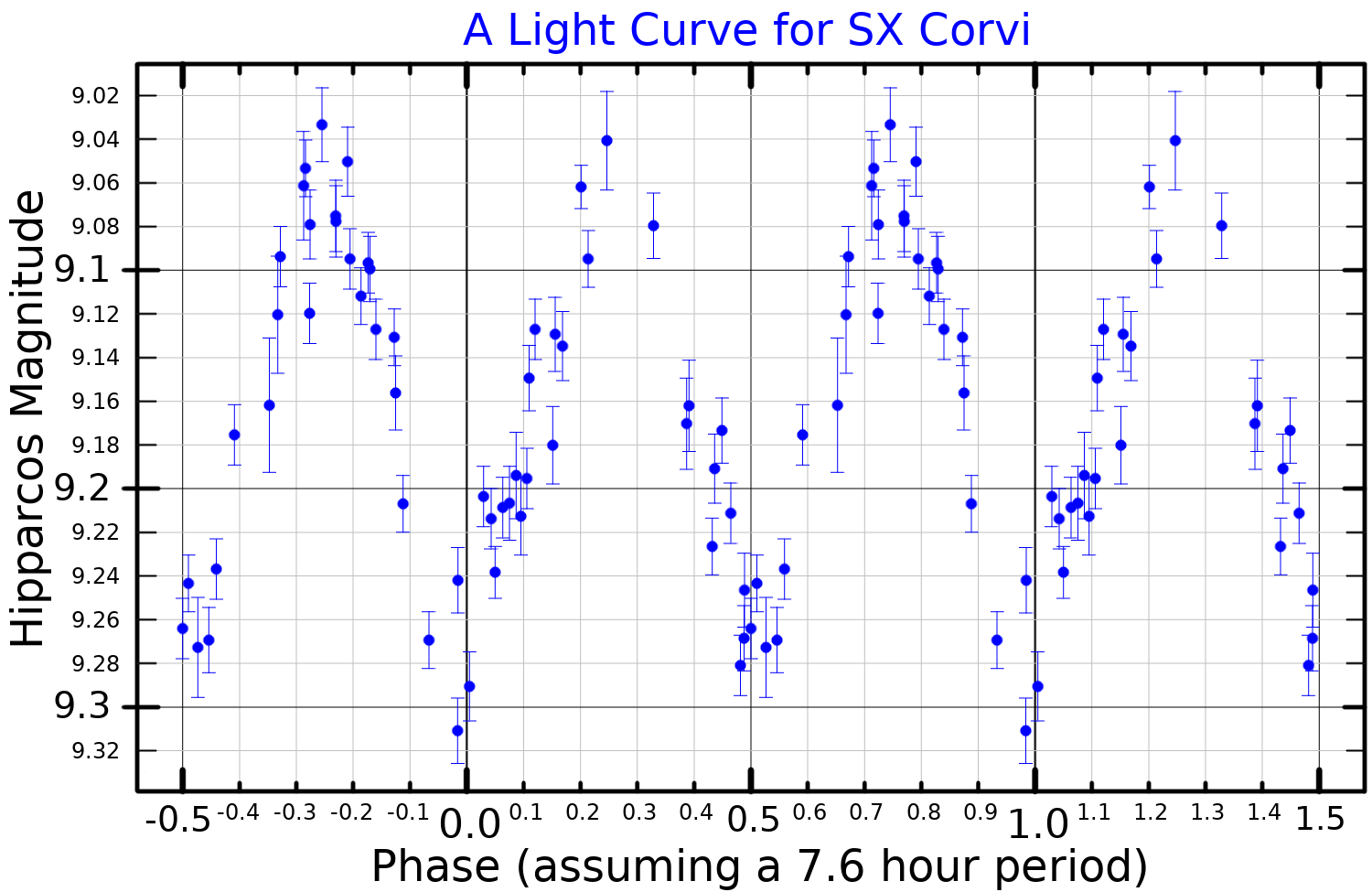
Ljuskurva för SX Corvi, plottad från Hipparcos-data.

SX Corvi är en förmörkelsevariabel, som varierar från skenbar magnitud 8,99 till 9,25 med en period av 7,6 timmar. Paret är en kontaktbinär även känd som en W Ursae Majoris-variabel, där de två stjärnorna kretsar tillräckligt nära varandra för att massa ska ha överförts mellan dem – i det här fallet har följeslagaren överfört en stor mängd massa till primärstjärnan.